# Wolfgang Schäche
Wolfgang Schäche (* 23. Juli 1948 in Berlin) ist ein deutscher Architekturhistoriker. Schwerpunkt seiner Arbeit ist die Baugeschichte Berlins, insbesondere in der Zeit des Nationalsozialismus. Seine Monographie Architektur und Städtebau zwischen 1933 und 1945 gilt als das architekturhistorische Standardwerk zu diesem Thema. Schäche war von 1988 bis 2015 Professor an der TFH Berlin (heute Berliner Hochschule für Technik) und dort von 2001 bis 2003 Dekan des Fachbereichs IV (Architektur und Gebäude- und Energietechnik). Schäche war Jury-Mitglied bei verschiedenen Wettbewerben zur Neugestaltung Berlins nach 1989 und nahm so Einfluss auf die jetzige Gestalt der Stadt.

## Leben und Werk
Wolfgang Schäche studierte Architektur an der TU Berlin. Sein Studium schloss er 1972 als Diplom-Ingenieur ab. Die folgenden drei Jahre war er Forschungsstipendiat an der TU Berlin, bevor er 1975–1977 als Privatassistent des emeritierten Architekturhistorikers Julius Posener arbeitete. 1977 kehrte Schäche an die TU Berlin zurück, wo er bis 1985 als Wissenschaftlicher Assistent mit Lehrauftrag am Institut für Architektur und Stadtgeschichte wirkte. An diesem Institut koordinierte er ab 1983 für vier Jahre das interdisziplinäre Forschungsprojekt „Stadtentwicklung nach 1945“. 1986 promovierte er zum Dr.-Ing. mit dem Thema Architektur und Städtebau in Berlin zwischen 1933 und 1945 bei Julius Posener und Hans Reuther.
1988 wurde Wolfgang Schäche zum Professor für Baugeschichte und Bauaufnahme an der TFH Berlin berufen; seit 2000 trug sein Lehrstuhl den Titel „Baugeschichte und Architekturtheorie“. 2000 wurde er an der TFH Berlin zum Prodekan des Fachbereichs Architektur / Versorgungs- und Energietechnik gewählt, 2001 dann zum Dekan des Fachbereichs. Schäche hat mehr als 200 wissenschaftliche Veröffentlichungen im In- und Ausland vorgelegt, davon mehr als 20 Monographien. Sein Forschungsschwerpunkt ist die Bau- und Stadtbaugeschichte des 19. und 20. Jahrhunderts, hier insbesondere die Baugeschichte Berlins im Nationalsozialismus mit der durch Albert Speer geplanten Umgestaltung zur Welthauptstadt Germania.
Zwischen 1979 und 1987 war Schäche Berater der Internationalen Bauausstellung (IBA) in Berlin. 1987 gründete er das Büro für Architektur und Stadtforschung in Berlin-Charlottenburg, welches im Auftrag von Senat, Landesdenkmalamt, Bund und privaten Bauherren städtebauliche und denkmalpflegerische Gutachten erarbeitet. 1991 war er stellvertretender Fachpreisrichter in der Jury des Wettbewerbs zur Neugestaltung des Leipziger und Potsdamer Platzes in Berlin. 2007 war er Jury-Vorsitzender beim BBU-Wettbewerb für „Kreative Nutzungskonzepte für Denkmale im Bestand“.
Wolfgang Schäche lebt und arbeitet in Berlin. Er ist außerordentliches Mitglied des Bundes Deutscher Architekten (BDA).

## Werke (Auswahl)
- Hans Joachim Reichhardt, Wolfgang Schäche: Von Berlin nach Germania: Uber die Zerstörungen der „Reichshauptstadt“ durch Albert Speers Neugestaltungsplanungen. Katalog zu einer Ausstellung des Landesarchivs Berlin vom 7. November 1984 bis 30. April 1985. Berlin 1984 (Reprint bei Transit, Berlin 2008, ISBN 978-3-88747-127-9, 11. Auflage).
- Wolfgang Ribbe, Wolfgang Schäche (Hrsg.): Baumeister, Architekten, Stadtplaner – Biographien zur baulichen Entwicklung Berlins. Stapp, Berlin 1987, ISBN 3-87776-210-7.
- Wolfgang Schäche: Fremde Botschaften. Transit Buchverlag, Berlin 1984, ISBN 3-88747-022-2. Erschienen in zwei Bänden: über die italienische wie über die japanische Botschaft am Berliner Tiergarten.
- Wolfgang Schäche: Architektur und Städtebau in Berlin zwischen 1933 und 1945 – Planen und Bauen unter der Ägide der Stadtverwaltung. Gebrüder Mann, Berlin 1991, ISBN 3-7861-1178-2 (2. Auflage 2002). Erschienen als Band 17 der Reihe Die Bauwerke und Kunstdenkmäler von Berlin.
- Wolfgang Schäche, Norbert Szymanski: Paul Zucker. Der vergessene Architekt. Jovis Verlag, Berlin 2005, ISBN 3-936314-40-3.
- Wolfgang Schäche: Rave Architekten 1960–2010. Jovis Verlag, Berlin 2013, ISBN 978-3-86859-028-9.
- Brigitte Jacob, Wolfgang Schäche, David Pessier: In den Himmel bauen – Hochhausprojekte von Otto Kohtz (1880–1956). Jovis Verlag, Berlin 2014, ISBN 978-3-939633-67-9.